# Simon Pramsten
Simon Curt Gustav Pramsten, född 3 maj 1970 i Engelbrekts församling i Stockholm, är en svensk filmfotograf.
Simon Pramsten började studera film- och konstvetenskap vid Stockholms universitet men fortsatte sedan på Stockholms Filmskola och därefter Dramatiska Institutets filmfotolinje.

## Filmografi som fotograf i urval
- 2004 – Armbryterskan från Ensamheten
- 2005 – Stockholm Boogie
- 2006 – Tjocktjuven
- 2006 – Jävla Gud
- 2006 – Godkänd
- 2007 – Sluta stöna eller dö
- 2007 – Lysande utsikter
- 2009 – Fredag
- 2009 – Behandlingen
- 2010 – Till det som är vackert
- 2010 – Sebbe
- 2012 – En gång i Phuket
- 2012 – Cockpit
- 2013 – Hotell
- 2020 – Min pappa Marianne
- 2022 – Comedy Queen